# New Allakaket (Alaska)
New Allakaket es un lugar designado por el censo ubicado en el Área censal de Yukón–Koyukuk en el estado estadounidense de Alaska. En el Censo de 2010 tenía una población de 66 habitantes y una densidad poblacional de 9 personas por km².

## Geografía
New Allakaket se encuentra en las coordenadas 66°32′19″N 152°37′17″O / 66.53861, -152.62139. Según la Oficina del Censo de los Estados Unidos, New Allakaket tiene una superficie total de 7.33 km², de la cual 6.35 km² corresponden a tierra firme y (13.36%) 0.98 km² es agua.

## Demografía
Según el censo de 2010, había 66 personas residiendo en New Allakaket. La densidad de población era de 9 hab./km². De los 66 habitantes, New Allakaket estaba compuesto por el 0% blancos, el 0% eran afroamericanos, el 98.48% eran amerindios, el 0% eran asiáticos, el 0% eran isleños del Pacífico, el 0% eran de otras razas y el 1.52% pertenecían a dos o más razas. Del total de la población el 0% eran hispanos o latinos de cualquier raza.